# Кокош
Кокош или Челик (на румънски: Mănăstirea Cocoșu) е румънски православен манастир в Северна Добруджа.
Манастирът е разположен на 6 км северно от Никулицел и е значим паметник на културата. Едно от предходните имена на селото - Манастир се дължи именно на него. Това е най-старият запазен манастир в цяла Добруджа. Той е построен през 30-те години на 19 век от трима монаси от Молдова. Манастирът е разположен сред горист пейзаж и мочурища по фланговете на планината Мачин. Името Кокош (което означава  петел  на румънски) е дадено на манастира след появата на птицата, докато монасите са искали да намерят подходящо име на манастира. Върху повредена каменна плоча в старата част на манастира се чете български надпис за построяването му.. Първата църква е издигната в 1833 г. Втората с 30 метрова камбанария е от 1853 г. В 1910 г. двете черкви са разрушени, а сегашния храм е завършен в 1913 г.
През 1917 г. Чилик е отделен женски манастир, за който се твърди, че е основан през 1843 г. от отец Атанасий, погребан в манастирската черква. През този период манастирът е обект на спор между владиката на Галац и самата света обител, която не признава неговото главенство и отстоява своите имотни права срещу манастирите Кокош и Сауна.
Оцелялата възрожденска жилищната постройка в манастира е с типичната българска архитектура. Външната пристройка е по руски или атонски образец – с аркоподобни подпори, нещо подобно може да се види в Рилския манастир и неговите метоси. През 70-те години на 20 век българските икони са подменени с румънски. Манастирът Кокош днес е паметник на културата и е обитаван от румънски монаси. Тук се пазят произведения на религиозното декоративно изкуство, стари монети, археологически находки и откритите в базиликата при селото мощи на четиримата най-стари християнски мъченици намерени в Европа. В манастрирското гробище са погребани четирима български войници, загинали при освобождението на Добруджа през 1916 г. В отделен гроб е погребан подпоручик Неделчо Ламбов от Преслав, загинал край манастира на 23 декември 1916 г., десет дни преди края на военната кампания в Добруджа.